# Xanthorhoe aridela
Xanthorhoe aridela là một loài bướm đêm trong họ Geometridae.